# Camille Vidal-Naquet
Camille Vidal-Naquet est un réalisateur français né le 20 octobre 1972 à Nevers.

## Biographie
Après des études littéraires, Camille Vidal-Naquet a réalisé trois courts métrages. Son expérience de bénévole au sein de l'association catholique Aux captifs la libération l'a aidé à concevoir son premier long métrage, Sauvage, présenté en compétition lors de la 57ème Semaine de la critique au Festival de Cannes 2018.

## Filmographie

### Courts métrages
- Génie, film expérimental en langue des signes
- 2001 : Backstage
- 2014 : Mauvaise Tête

### Long métrage
- 2018 : Sauvage

### Documentaires
- 2020 : Des Morts entre les mains
- 2021 : La chambre